# Casa al carrer de Chopitea, 10
La Casa al carrer de Chopitea, 10 és una obra de Palafrugell (Baix Empordà) protegida com a Bé Cultural d'Interès Local.

## Descripció
Casa amb pati davanter de planta baixa i pis, de tres crugies. La porta ocupa la crugia central, la resta d'obertures són finestres. Totes les obertures tenen emmarcaments motllurats de pedra de perfil rectangular. Respon a una tipologia representativa de les cases d'estiueig de postguerra, de les quals en queden molt pocs testimonis.